# 圣海伦火山
圣海伦火山（英語：Mount St. Helens）是一座活火山，位于美国太平洋西北区华盛顿州的斯卡梅尼亚县，西雅图市以南154公里，波特蘭市东北85公里处，是喀斯喀特山脉的一部分。山的名称来自英国外交官聖海倫勳爵，他是18世纪对此地进行勘测的探险家乔治·温哥华的朋友。圣海伦火山是包含160多个活火山的环太平洋火山带的一部分，因火山灰喷发和火山碎屑流而闻名。
圣海伦火山以其发生在1980年5月18日08:32（太平洋标准时间）的爆发而闻名。这是美国历史上死伤人数最多、经济损失最大的火山爆发（1912年阿拉斯加卡特迈火山爆发是美国历史上规模最大的火山爆发）。圣海伦火山爆发造成57人死亡，250座住宅、47座桥梁、24公里铁路和300公里高速公路被摧毁。火山爆发引发的大规模山崩使山的海拔高度从爆发前2950米下降到了2550米，并形成了1.5公里宽、125米深的马蹄形火山口。喷发出的火山灰和碎屑的体积达到了2.3立方公里，是历史记载中最大规模的一次。虽然与其他地质年代发生过的火山爆发相比则有所逊色。
与喀斯喀特山脉其他火山类似，圣海伦火山呈圆锥形，由熔岩、火山灰、轻石和其它沉积物交替层叠堆积而成。圣海伦火山还包括玄武岩和安山岩层，几个英安岩火山穹丘即为从中喷发形成。最大的一个火山穹丘构成了老的山峰，另一个则构成了北侧的「山羊石」，它们都被1980年的爆发摧毁。

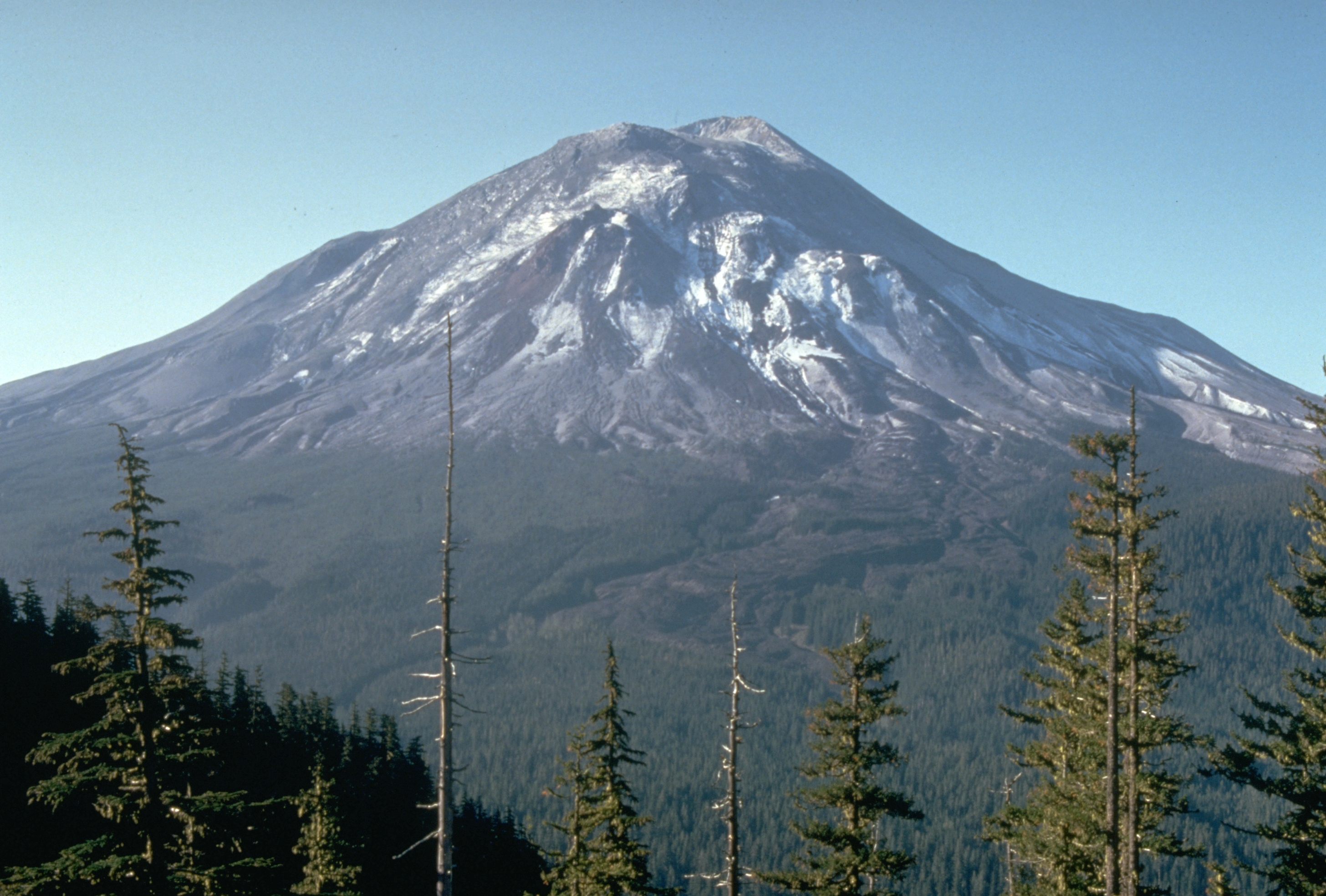
圣海伦火山1980年爆發之前，山頂還沒有缺了一截

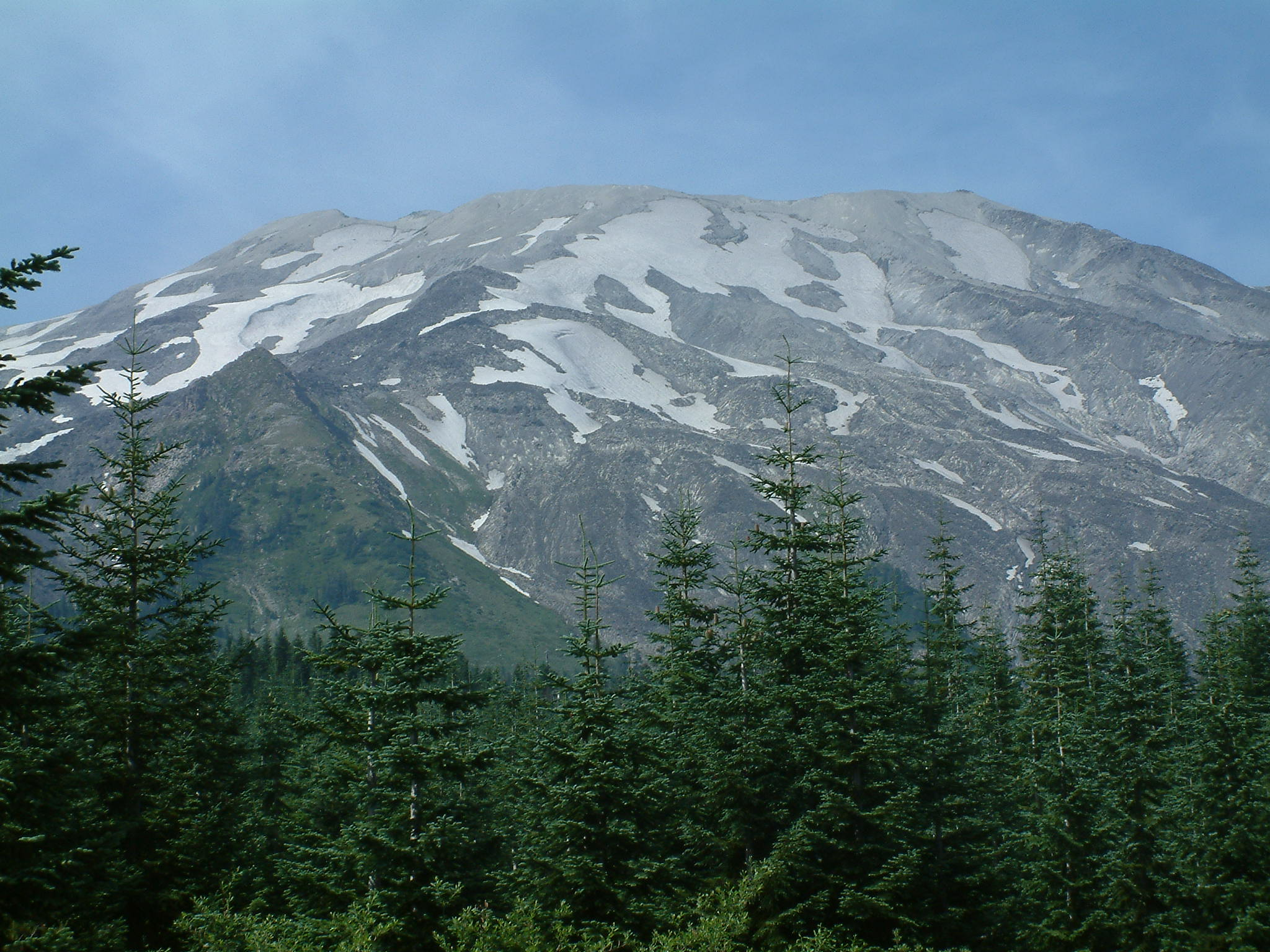
2002年圣海伦火山的景觀

## 地理位置和描述
圣海伦火山位于喀斯开山脉东段，亚当斯山（Mount Adams）正西55公里处。这些「兄弟姐妹火山」分别距喀斯开山脉火山中的巨人——雷尼尔山约80公里。与圣海伦火山距离最近的主要火山是东南方向约95公里处俄勒冈州的胡德山。
与喀斯开山脉其他主要火山相比，圣海伦火山的地质年龄相对较小，1980年爆发之前的山峰更是在约2200年前才开始形成。在全新世時期（約1萬年前），它是喀斯开山脉最活跃的火山。

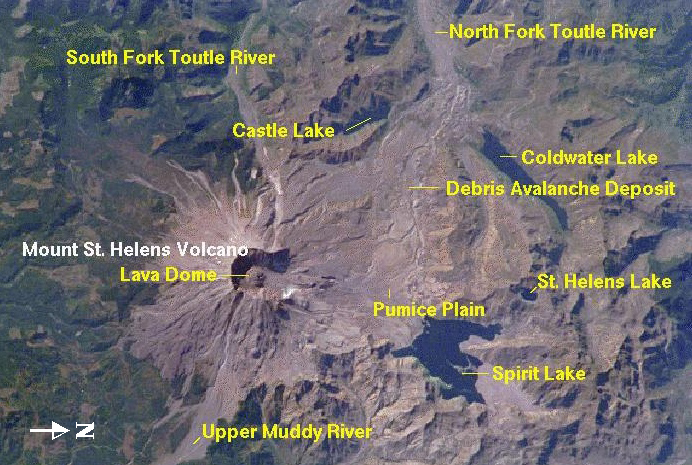
圣海伦火山和附近的區域的鳥瞰圖

即便在由于爆发失去其部分高度之前，圣海伦火山也不属于喀斯开山脉中最高的，其山峰海拔在华盛顿州只排在第五。圣海伦火山在周围的群山中受到瞩目是因其山峰形状的对称，以及1980年前山峰上厚厚的积雪，并因此得到了「美国的富士山」的昵称。火山的底部与临近的山脊相连，横跨约9.5公里，北侧海拔约1340米，其余部分海拔约1220米。火山山峰从底部向上直耸1500米。在爆发前的林木线位置，山峰的宽度约有6.4公里。
火山上的溪流分别汇入三大河流系统：北方和西北方的图尔特河（Toutle River），西边的卡拉马河（Kalama River），和东南方向的刘易斯河（Lewis River）。当地每年平均3.6m的降雨和山顶上厚度可达4.9米的积雪为溪流供应了充足的水源。Lewis河上有三座水库，用于水力发电。山南侧和东侧的溪流流入火山正南方位于上游的雨燕水库（Swift Reservoir）。
虽然圣海伦火山属于斯卡梅尼亚县，最佳的登山线路却在西面穿越考利茨县。华盛顿州504号州路，即灵湖纪念公路（Spirit Lake Memorial Highway），在火山西55公里处与车流繁忙的5号州际公路49号出口相连。这条南北方向的主要州际公路沿考利茨河（Cowlit River）掠过低地上的岩堡市（Castle Rock）、長景市（Longview）和凯尔索（Kelso）等城市，并穿过西南80公里处的温哥华—波特兰城市群。离火山最近的居民区是山峰西南偏南18公里刘易斯河谷上的库格（Cougar）。火山周围被吉福德·平肖国家森林环绕。

## 人类历史

### 对美洲原住民的重要性
吉福德·平肖国家森林（Gifford Pinchot National Forest）中的古代营地遗迹显示从6500年前开始就有人类在这一地区生活。历史上，圣海伦火山的活动对当地住民的生活有巨大的影响。考古学者发现3500年前的一次爆发把原住民的定居点掩埋在了一层厚厚的轻石下面，之后2000年内没有人在该地区定居。到了近代，当地的Cowlitz、Taidnapam、Klickitat、Chinookan和Yakama部落季节性的移居到这里，采集越橘果（huckleberry）、捕鲑鱼、驼鹿和鹿。

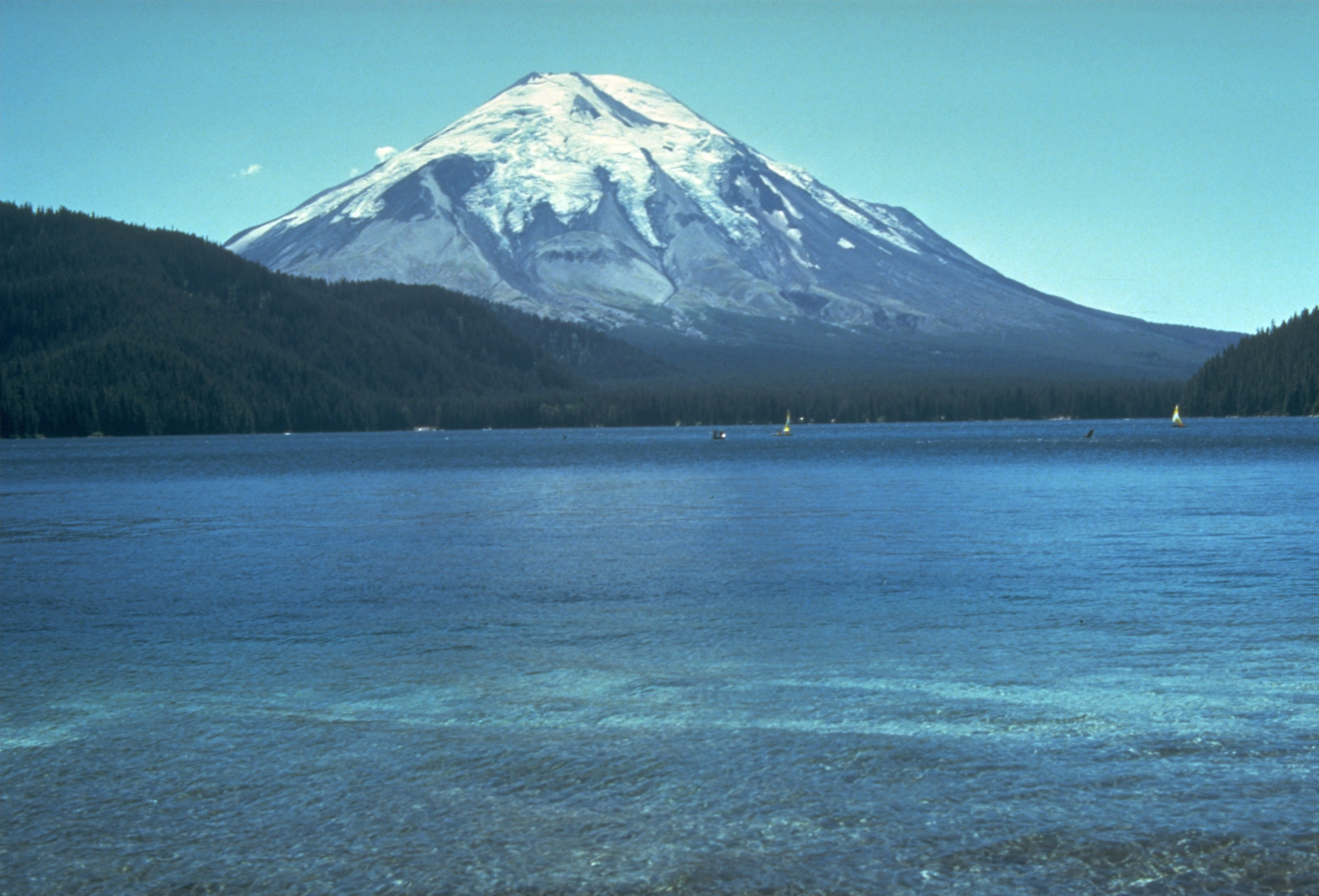
火山的美景激發起無數的傳奇故事。

美洲原住民的民间故事中有不少关于圣海伦火山和喀斯开山脉其他火山爆发的描述。其中最著名的大概是Klickitats人的众神之桥（Bridge of the Gods）传说。在故事中，众神的首领Tyhee Saghalie和他的两个儿子Pahto（又称Klickitat）和Wyeast从遥远的北方顺哥伦比亚河而下寻找适合定居的地方。
他们来到了现今被称作達爾斯的地方，发现这里的环境前所未见的美丽。两个儿子为了这块土地争执起来，为了解决这场争吵，父亲用他的神弓朝南北方向各射了一箭。Phato循着北方的箭而去，并在那里定居下来，Wyeast则定居到了南方。Saghalie接着造了Tanmahawis，即众神之桥，以便他的家人定期团聚。
后来Saghalie的两个儿子同时爱上了美丽的少女Loowit。Loowit不知如何选择，两个儿子便为她而打斗起来，村庄和丛林在打斗中燃烧起来。整个地区都被毁坏，地面的剧烈振动还使众神之桥也落入了河中，形成了哥伦比亚河峡谷一带的山脉。
作为惩罚，Saghalie把两个儿子变成了两座山。Wyeast，头颅扬起代表着他的骄傲，变成了今天的胡德山；而Pahto，头朝向着他的爱人，成为了亚当斯山。少女Loowit变成了圣海伦火山，Klickitats则称她为Louwala-Clough，即“烟火之山”之意。

### 歐洲人探险活动
英国皇家海军指挥官乔治·温哥华和发现号上的军官在勘测北太平洋海岸时，于1792年5月19日做出了欧洲第一次发现圣海伦火山的记录。温哥华在10月20日发现号经过哥伦比亚河口时将其以英国外交官聖海倫勳爵的名字命名。
之后，探险者，贸易者和传教士收到了这一地区有火山爆发的报告。地质学者和历史学者很久之后断定火山爆发发生在1800年，标志着长达57年的山羊石爆发期（见地质部分）。见到当时的“干雪”并因此感到惶恐，华盛顿州西北Nespelem部落的居民花费了大量时间祈祷而不去收获食物，因此遭受了困窘的冬季。
1805年末1806年初，刘易斯与克拉克探险队的队员从哥伦比亚河望见了圣海伦山，但未报告有正在进行的或刚结束的爆发。他们记录的流沙和桑迪河口阻塞等现象显示之前几十年间胡德山曾经有过爆发。

### 白人定居地和地区使用

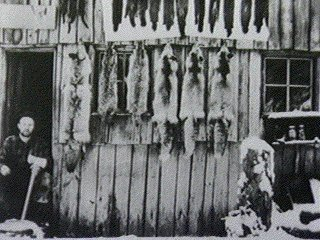
19世紀時毛皮捕手於圣海伦火山地區工作的照片

这一地区最早的非土著定居者是毛皮商人和猎人。这些人中的多数为英国的哈德逊湾公司工作。 在1890年代早期，一个156平方英里的采矿区在灵湖建立起来。到了1911年，已经有超过400个采矿许可的申请被提交。然而发现到的矿藏数量从来也没达到能够使人获利的程度。很大力量被花费在修建通往矿区的道路或铁路上，但一直也没有修成。1911年，人们已经很明白的意识到这里的矿藏的数量并不足以抵销高昂的运输费用了。

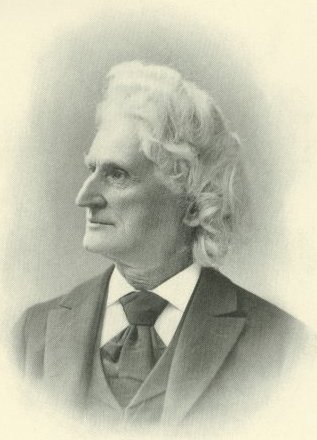
詹姆士‧德懷特·達納是第一個前往觀察圣海伦火山的地理學家

梅雷迪斯·盖尔德纳（Meredith Gairdner）医生为哈德逊湾公司在温哥华堡工作时，于1835年做出了此地最早的火山爆发目击报告。他将报告发给了《爱丁堡新哲学期刊》（Edinburgh New Philosophical Journal），并在1836年1月得到出版。1841年耶鲁大学的詹姆斯·德怀特·达纳（James Dwight Dana）在美国探险远征队（United States Exploring Expedition）的航行途经哥伦比亚河口时看到了火山的山峰。考察队的另一个成员后来描述了山脚下有“细胞状玄武岩熔岩”。
1842年秋末或初冬，附近的定居者和传教士目击了所谓的“大爆发”。这一小规模的喷发形成了大片的烟尘云，轻微的爆炸一直持续了15年。这一时期的爆发很有可能是水蒸氣爆发。乔赛亚·兰伯森·帕里什（Josiah Lamberson Parrish）牧师在俄勒冈州尚波伊（Champoeg）目击了1842年11月22日的爆发。火山灰可能一直飘散到了东南80公里处俄勒冈州的达尔斯。

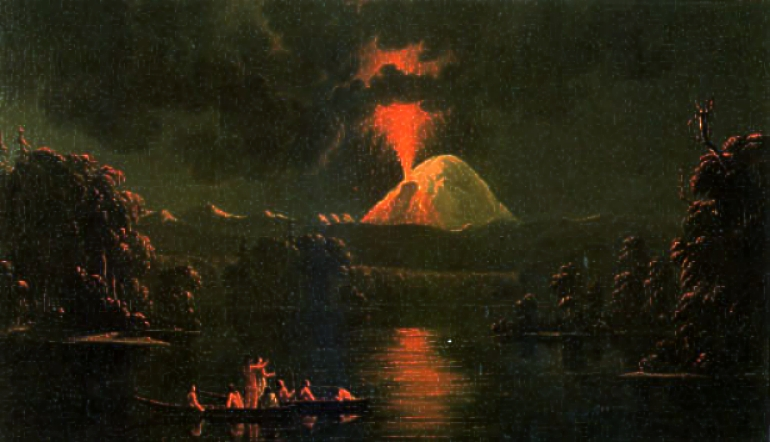
保羅·凱恩畫筆下夜中爆發的圣海伦火山，這是他1847年到訪圣海伦火山地區後的畫作

1843年10月，加利福尼亚州未来州长彼得·哈德曼·伯内特讲述了一个本地原住民的腿和脚在捕鹿时被岩浆或热火山灰严重烧伤，并到温哥华堡寻求治疗的故事。但当时温哥华堡的负责人Napolean McGilvery否认有此事发生。故事的可信程度也因此令人怀疑。英国中尉亨利·J·沃尔（Henry J. Warre）在1845年对爆发做了素描，两年之后加拿大画家保罗·凯恩绘制了徐徐冒烟的火山水彩画。沃伦的作品显示了在山的西侧或西北侧（可能是山羊石）离山顶三分之一山高距离处一个喷发口喷出的物体，而凱恩的一个实地素描也显示了从大约相同位置冒出浓烟的情景。
1857年4月17日，华盛顿州斯特莱库姆市的报纸“共和党人”报告“圣海伦山及以南的其他一些山，据目击者称……处于爆发的状态”。这次爆发没有产生多少火山灰，显示爆发的规模较小。这是1854年以来的第一次火山活动报告。

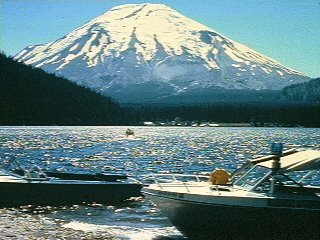
靈湖於1980年爆發之前的景觀

在1980年爆发之前，灵湖一年四季都可以开展旅游活动，夏季适宜游船、游泳和露营，冬季则可以滑雪。

### 1980年爆发对人类的影响

最著名的一次火山爆發造成57人死亡及經濟損失達十億美元的記錄

圣海伦火山在1980年5月18日发生了灾难性的大爆发。之前几个月裡，山的北面一个巨大的凸出部分不断增长，最终一次中等规模的地震在山北侧引起了历史记录上最大的滑坡。剛剛暴露出在火山的灼热高压岩石从此喷发而出，導致了美国本土四十八個州历史记录上最大的火山爆發（细节见地质部分。）
在1980年大爆发之前，84岁的旅馆主人哈里·R·杜鲁门（Harry Randall Truman）成了全国皆知的人物。他已经在这里居住了54年，在火山爆发即将来临之际，虽然地方当局反复劝告，但他还是拒绝撤离。火山最终爆发，形成了巨大的朝北的火山口，57人在爆发中丧生或者失踪，哈里·杜鲁门的遗体至今下落不明。如果火山没有发生在星期天，而是早一天爆发，伐木工人都会在岗位上工作，死亡人数几乎肯定会高很多。
火山爆发的遇难者还包括30岁的火山学者大卫·A·约翰斯顿。约翰斯顿在附近的冷水山脊（Coldwater Ridge）进行观测，在观测点被热火山灰云席卷之前的一刻留下了对火山爆发的最早报告：“温哥华！温哥华！这个时刻到了！”约翰斯顿的遗体至今下落不明。
美国总统吉米·卡特在视察火山造成的破坏后说“有人说这里看起来像月球表面。其实跟这里比起来，月球表面只不过是高尔夫球场。”5月23日，一组摄制人员由西雅图的电影制作人奧托·謝伊拜爾带领，搭乘直升机到圣海伦山上，拍摄记录爆发造成的毁坏。在5月25日火山发生第二次爆发，摄制组幸免于难，并在两天后被国民警卫队营救。他们的影片“圣海伦山”在1981年5月18日，也就是爆發一周年當天上映。

### 保护与爆发后历史

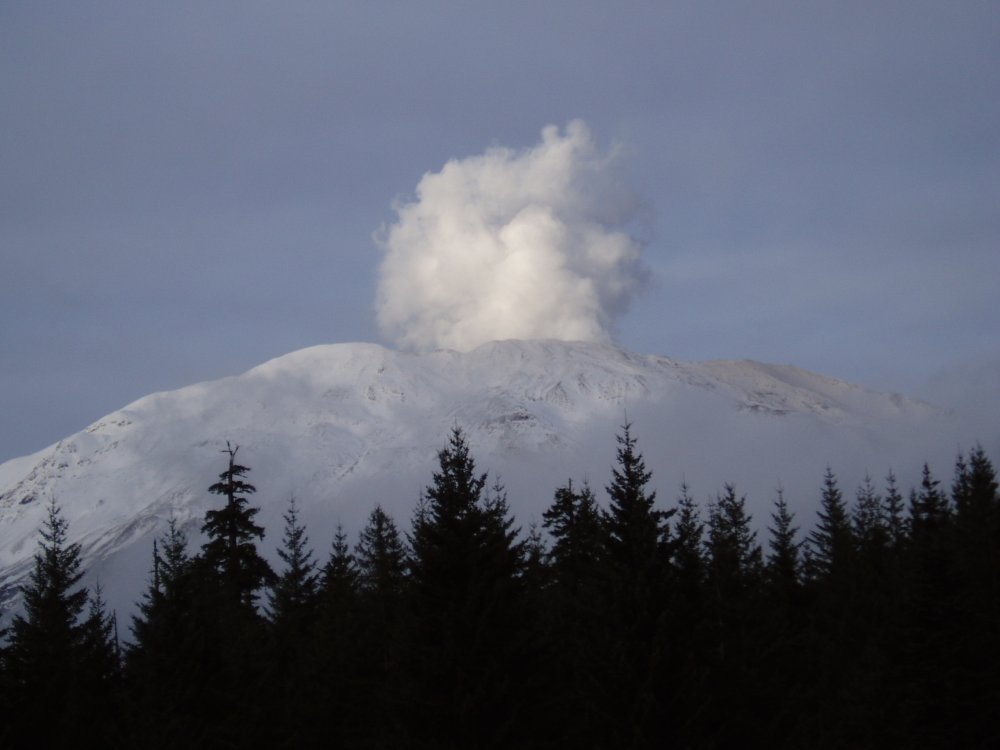
一些蒸气烟柱於2004年的12月從火山口冒出

1982年美国总统里根及美国国会建立了圣海伦山国家火山纪念地，包括了吉福品徹国家森林中圣海伦山周围445平方公里的土地。
在1980年火山爆發以後，那一區域的自然環境逐漸回復了毀滅之前的舊觀。1987年，美國國家森林局重新開放火山供登山者登山。火山開放持续到2004年，新的火山活動導致了附近的區域再度關閉。
被關閉的最著名地段是里季。此前每天最早到達的100個遠足者被允許攀登火山山頂。2006年7月21日起， 火山又再度開放給登山者登山。

## 地质历史

### 爆发活动的祖先时期

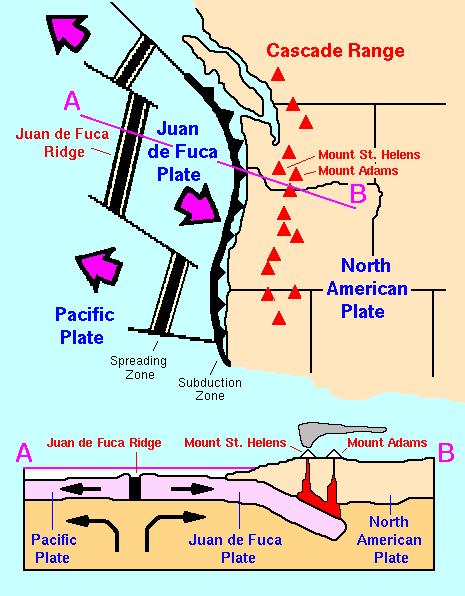
喀斯开山脉的板块构造

圣海伦火山早期爆發的时期是距今大約40000至35000年前的“猿猴峡谷时期”（Ape Canyon Stage），距今20000至18000年前的“美洲獅时期”（Cougar Stage），和距今约13000至8000年前的“雨燕溪时期”（Swift Creek Stage）。现代时期被称作“灵湖时期”（Spirit Lake Stage）。灵湖时期以前的时期被统称为祖先时期。祖先与现代时期的主要区别在于喷发岩浆的构成成份。祖先时期的岩浆包含英安岩和安山石，而现代时期的岩浆则成份复杂，包含橄榄石、玄武岩、英安岩和安山石等等。
圣海伦火山在距今37600年前的更新世，即猿猴峡谷时期开始成长，并喷发出英安岩和安山石的轻石和火山灰。36000年前，一次大规模的火山泥石流沿火山泻落，而泥石流在圣海伦火山的所有爆发周期中都扮演着重要的角色。猿猴峡谷时期在距今约35000年前结束，接下来的是长达17000年相对平静。祖先时期的部分火山锥在爆发中分裂，并在距今14000到18000年前的冰河時期被冰川搬运移动。
第二个爆发期即美洲獅时期于距今约20000年前开始，持续约2000年。灼热轻石的火山碎屑流和火山灰以及火山岩穹顶的增长都在这一时期发生。之后又出现了5000年的平静期，直到雨燕溪爆发期开始，代表性的现象是火山碎屑流，穹顶增长和火山灰对附近地区的覆盖。雨燕溪爆发期在距今8000年前结束。

### 史密斯溪和松木溪爆发期
公元前约2500年，持续了4000年的平静被史密斯溪爆发期的开始打断。火山喷出大量火山灰和棕黄色轻石，覆盖了几千平方公里的土地。通过火山灰层体积判断，公元前1900年发生的火山爆发是圣海伦火山在全新世发生的为人所知的最大规模爆发。这一爆发期一直持续到约公元前1600年，喷发出的物质在80公里外今天的瑞尼爾山國家公園堆积了46厘米厚。喷发物最远在北至加拿大阿尔伯塔省的班夫国家公园，南至俄勒冈州东部都有踪迹。喷发在整个范围内的物质体积总计可能有10立方公里之多。接下来火山又沉静了约400年。
公元前1200左右火山再度苏醒，松木溪爆发期由此开始。这一时期持续到约公元前800年，以爆发规模较小为特征。无数粘稠炽热的岩浆沿山而下，停留在附近的山谷里。公元前1000年到公元前500年之间一次大规模的火山泥流填埋了路易斯河谷65公里长的一段。

### 城堡溪和糖碗爆发期
接下来的爆發期是城堡溪（Castle Creek）爆發期，於公元前400年開始，特征是火山岩浆组成成份的变化，即新出现的橄榄石和玄武岩。1980年前的火山顶就是在这个时期开始形成的。在之前常见的碎屑岩石之外，这一时期的显著特征是大量的岩浆流。大量的安山石和玄武岩岩浆覆盖了山的一部分，公元100年的一次岩浆流一直流到了路易斯和卡拉玛河谷。其他成份，比如因其岩浆管（lava tube）系统而得名的山洞玄武岩，从其喷发口一直流到15公里之外。在公元1世纪里，火山灰流沿了北側之河川和卡拉玛河谷移动了50公里远，甚至可能达到了哥伦比亚河。接下来的400年是火山的平静期。
糖碗爆发期十分短暂，且于火山的歷史中其他爆發期有截然不同的特点。它带来了1980年之前唯一明确的定向爆炸式的爆发。岩浆首先安静从火山流出并形成了一个穹顶，接下来发生了至少两次猛烈的爆炸，产生了少量的火山碎屑，爆炸堆积物，碎屑流和火山泥流。

### 卡拉玛和山羊石爆发期

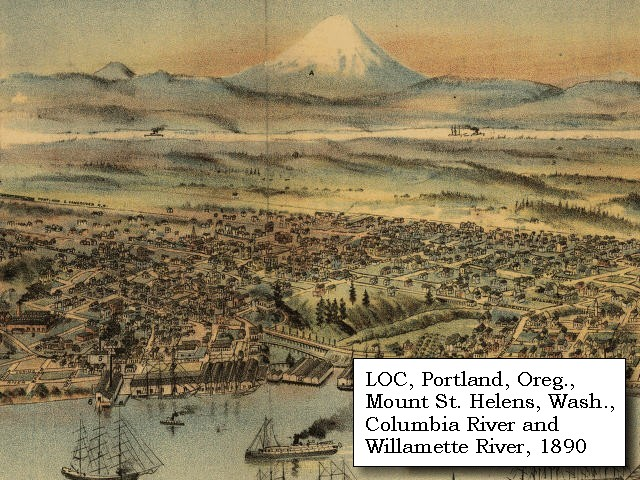
圣海伦火山在1980年爆发以前的对称外观使它獲得了“美國的富士山”的昵称。这一外形是在卡拉玛和山羊石爆发期形成的

在约1480年，持续了700年的平静期被打破，大量的灰白色英安岩轻石和火山灰开始喷发，标志着卡拉玛时期的开端。1480年发生的爆发比1980年5月18日的爆发规模还要大几倍。接下来又一次规模堪与1980年相比的爆发在1482年发生。火山灰和轻石在东北9.5公里处堆积了1米厚；在80公里外也有5厘米厚。大量的火山碎屑流和火山泥石流接着顺山南坡而下，冲进卡拉玛河。
这一为期150年的爆发期中，岩浆中的硅土成份有所减少，爆发产生的安山石火山灰形成了至少8层深浅相间的地层。成块的安山石岩浆从火山口沿山东南侧而下。后来，火山碎屑流盖过安山石岩浆，流入卡拉玛河河谷。最终英安岩在火山口上填满了以前爆炸形成的弹坑，形成了几百米高的火山丘。火山丘侧面的大块部分脱落，以碎石形态覆盖在火山锥上。侧向的爆发在火山口东南壁上开出了一个缺口。卡拉玛时期在约1647年结束时，圣海伦火山达到了其最高的海拔，也形成了高度对称的外形。接下来的150年里火山再次回归平静。
1800年开始的山羊石爆发期持续了57年，这也是第一个对圣海伦火山爆发的口头和书面描述共同存在的时期。与卡拉玛时期类似，山羊石爆发期开始于英安岩火山灰爆发，随之而来的是安山石岩浆，最后在英安岩火山丘形成时达到顶峰。在规模上，1800年的爆发可能与1980年的爆发接近，但没有对山峰造成毁坏。火山灰向东北飘散到华盛顿州中部和东部，爱达荷州北部，和蒙大拿州西部。1831年到1857年接连发生了至少十余次小规模爆发，其中还包括在1842年发生的一次相对规模较大的爆发，喷发口就在山北坡山羊石或其附近。

### 现代爆发期

#### 1980年到2001年之間的活動

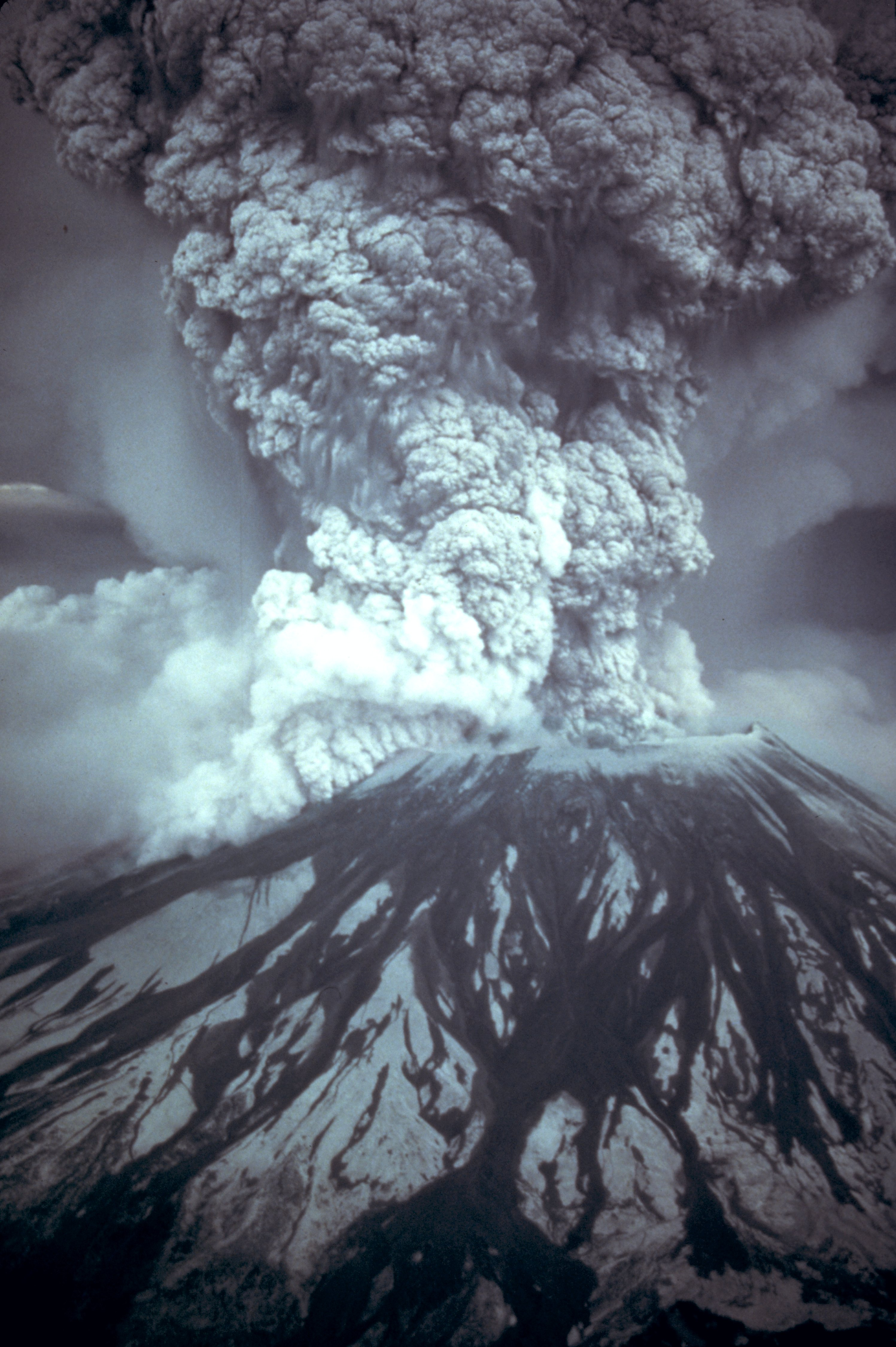
圣海伦火山於1980年5月18日的早上8時32分突然爆發

在1980年3月20日，圣海伦火山經歷了一場里氏4.2的地震。煙霧於3月27日開始從火山口冒出。到4月末，圣海伦火山的北面開始凸起及膨脹起來。毫无先兆的情况下，强度5.1级的第二次地震于5月18日发生，引发了山北坡大规模的塌陷，造成了历史记载以来最大的岩屑山崩。山体内的岩浆喷发形成了大规模的火山碎屑流，夷平了附近600平方公里的植被和建筑物。在火山爆發指数中，这次爆发被列为普林尼式爆发。
山北坡的塌陷混杂着冰、雪和水形成了火山泥流。泥流沿Toutle河及Cowlitz河前进了若干公里，摧毁了一路的桥梁和伐木场。总共三百万立方米的物质被泥流运送到了南方27公里外的哥伦比亚河里。
剧烈的火山灰喷发持续了9个多小时，烟柱高度达到了海平面以上20到27公里。烟柱以每小时95公里的速度向东飘移，中午时到达爱达荷州。5月18日大约下午5:30，垂直烟柱的高度开始减小，较小规模的喷发一直持续到了几天之后。
圣海伦火山爆发的能量总共相当于三亿五千万吨TNT炸药，或者27000枚广岛原子弹，又或者7倍于人类建造测试过的最大当量核武器沙皇炸弹的威力。它喷出了2.8立方公里的物质。山北坡的塌陷使圣海伦山的海拔缩短了将近400米，留下了一个1.6到3.2英里宽，800米深的火山坑，北面留有巨大的缺口。爆发一共使57人丧生，还杀死了将近7000头大型動物（鹿、馬鹿和熊），以及附近渔业孵化场的约一千二百万条鱼。有超过200所住宅，300公里长的公路和25公里铁路遭毁坏。
在1980年到1986年之间，圣海伦火山的火山活动持续不断。新的岩浆形成了新的火山丘，大量的小规模爆炸和造丘爆发时有发生。从1989年12月7日到1990年1月6日，以及1990年11月5日到1991年2月14日，火山发生爆发，有时还伴随着火山灰形成的巨大云团。

#### 2004年之后的火山活动
圣海伦火山在2004年的10月1日再度活躍起來，最初的特征是成百上千次的小规模地震，随后则几次喷出蒸气和火山灰。

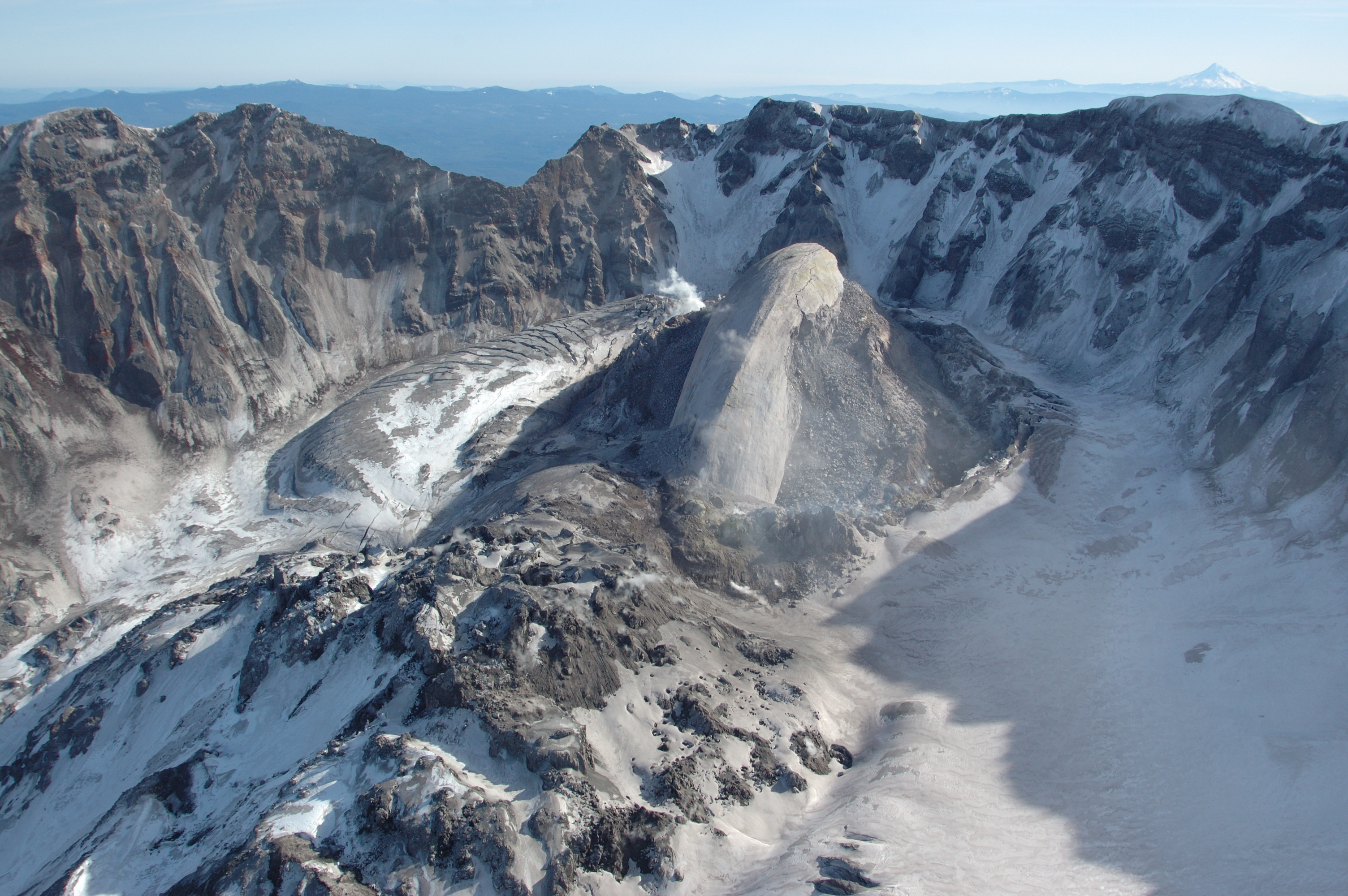
2005年5月鲸背（Whaleback）的外观

熔岩在2004年10月11日达到了火山表层，在已有火山丘的南侧形成了新的火山丘。这一成长从2005年一整年一直持续到2006年。过程中的一些现象被观察记录下来，比如“鲸背”，包含着冷却固化的岩浆受挤压形成的长柱。这些现象都相当不稳定，在形成后很快就倒塌消失了。2005年7月2日，鲸背的一角折断坠落，造成的落石把烟尘送到了几百米高的空中。（見 USGS事前事后对比照片（页面存档备份，存于））
2005年3月8日发生了醒目的火山活动。喷出的11,000米（36,000英尺）高的煙霧和灰塵云从西雅圖（美國華盛頓州）也能看到。这次小规模的喷发是造丘运动积蓄压力的释放，伴随着喷发的是2.5級地震。
另一个在火山丘上形成的现象被成为“鳍”（fin）或“板”（slab）。大约半个足球场大小的冷却了的火山岩以每天2米的速度被推着向上升。2006年6月中，岩板开始在频繁的岩崩中破裂，同时还在不断的受挤压上升。这时火山丘的最高高度是2301米，仍然比2005年7月鲸背坍塌前的高度要矮。
2006年10月22日下午3:13，一场3.5级地震使Spine 7脱落，引起的火山丘的崩塌把火山灰烟柱送到了火山口西面2000米的空中，烟柱接下来很快消散了。
2006年11月19日，大片的冷凝水蒸氣烟柱使媒体推测火山发生了小规模爆发。然而美國地質調查局的喀斯开火山观测站（Cascades Volcano Observatory）并没有发现明显的火山灰云团。火山从2004年开始的持续活动被认为主要是火山口内涌出的岩浆缓慢建造火山丘和挤压的结果。

### 其他資料及記錄
1. ↑  . The Guardian. 2016-05-07  [2017-01-23]. （原始内容存档于2017-01-20）.
2. 1 2  . USDA Forest Service.   [2006-12-12]. （原始内容存档于2006-11-23）.
3. 1 2  . USDA Forest Service.   [2006年12月12日]. （原始内容存档于2009年5月29日）.
4. 1 2  . vulcan.wr.usgs.gov.   [2025-02-08]. （原始内容存档于2012-05-10）.
5. ↑  Harris, Fire Mountains of the West, 1st edition, page 201
6. 1 2 3  . pubs.usgs.gov.   [2025-02-08]. （原始内容存档于2025-02-20）.
7. ↑  . volcano.und.edu.   [2025-02-08]. （原始内容存档于2006-12-31）.
8. 1 2  Archie Satterfield, Country Roads of Washington (Backinprint.com: 2003) ISBN 978-0-595-26863-4, page 82
9. ↑  .   [2025-02-08]. （原始内容存档于2006-07-20）.
10. ↑  USGS. .   [2006-10-20]. （原始内容存档于2006-10-28）.
11. 1 2 3  Harris, Fire Mountains of the West, 1st edition, page 217

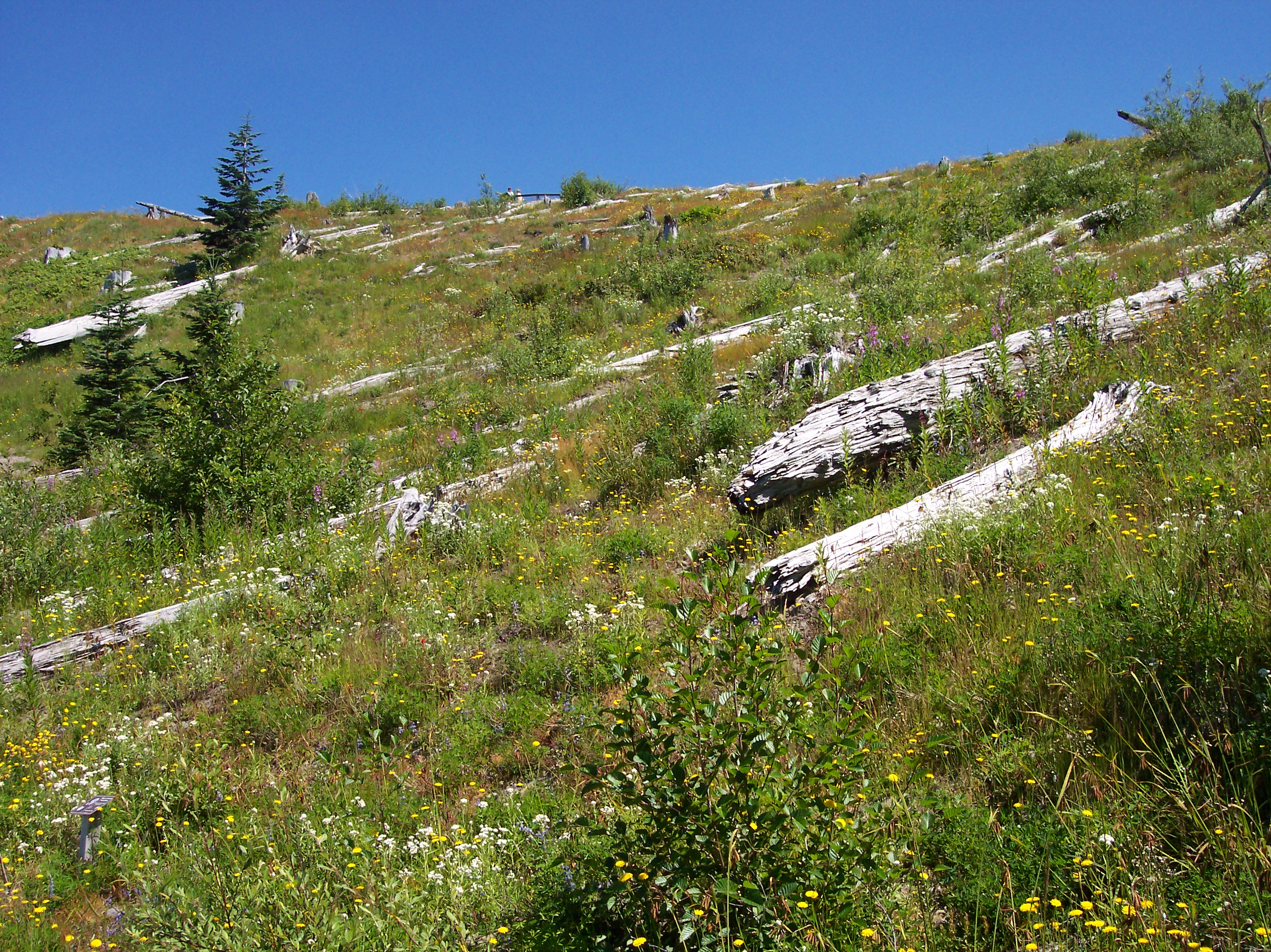
火山爆發的25年後，约翰斯顿山脊觀測所（Johnston Ridge Observatory）山坡的景色

12. ↑  Pringle, Roadside Geology of Mount St. Helens National Volcanic Monument and Vicinity
13. ↑  . volcano.und.edu.   [2025-02-08]. （原始内容存档于2006-12-31）.
14. ↑  Harris, Fire Mountains of the West, 1st edition, page 219
15. ↑  . volcanoes.usgs.gov.   [2025-02-08]. （原始内容存档于2025-03-19）.
16. ↑  Harris, Fire Mountains of the West, 1st edition, pages 220-221
17. ↑  Harris, Fire Mountains of the West, 1st edition, page 224
18. ↑  Harris, Fire Mountains of the West, 1st edition, page 225, 227
19. ↑  Harris, Fire Mountains of the West, 1st edition, page 228
20. 1 2  . pubs.usgs.gov.   [2025-02-08]. （原始内容存档于2013-05-12）.
21. ↑  . SignOnSanDiego.com. 2003-12-03  [2025-02-08]. （原始内容存档于2008-11-06）.
22. ↑  . murray.senate.gov.   [2025-02-08]. （原始内容存档于2005-05-24）.
23. ↑  Lapcewich, Dennis. . www.fs.fed.us.   [2025-02-08]. （原始内容存档于2004-11-21）.
24. ↑  Lapcewich, Dennis. . www.fs.fed.us.   [2025-02-08]. （原始内容存档于2004-10-19）.
25. ↑  . USDA Forest Service.   [2007-01-04]. （原始内容存档于2008-10-11）.
26. 1 2 3  Harris, Fire Mountains of the West, 1st edition, page 214
27. 1 2  Harris, Fire Mountains of the West, 1st edition, page 215
28. 1 2  Harris, Fire Mountains of the West, 1st edition, page 216
29. 1 2  Mullineaux, Donal R.  (报告). U.S. Geological Survey. 1996  [2025-02-08]. （原始内容存档于2025-03-04） （英语）. |issue=被忽略 (帮助)
30. ↑  . USDA Forest Service.   [2006-10-28]. （原始内容存档于2007-11-13）.
31. ↑  . USDA Forest Service.   [2006-10-28]. （原始内容存档于2007-11-13）.
32. ↑  Harris, Fire Mountains of the West, 1st edition, page 209
33. ↑  Kiver and Harris, Geology of U.S. Parklands, 6th edition, page 149
34. ↑  Harris, Fire Mountains of the West, 1st edition, page 211
35. ↑  . vulcan.wr.usgs.gov.   [2025-02-08]. （原始内容存档于2006-12-30）.
36. ↑  . vulcan.wr.usgs.gov.   [2025-02-08]. （原始内容存档于2005-03-11）.
37. ↑  Northwest NewsChannel8. .   [2006-10-20]. （原始内容存档于2009-02-18）.
38. ↑  . apod.nasa.gov.   [2025-02-08]. （原始内容存档于2025-03-25）.
39. ↑  .   [2007-01-04]. （原始内容存档于2007-01-07）.

## 外部連結
- 圣海伦火山观察 监测圣海伦火山网站提供的实时图像视频和新闻
- 圣海伦火山图片及现状（页面存档备份，存于） 由美國地質調查局网站提供
- VolcanoCam（页面存档备份，存于） 美国林业局提供的圣海伦山图像，约5分钟更新一次
- USGS：圣海伦火山的爆發歷史（页面存档备份，存于）
- USGS：圣海伦火山—由1980年的爆發到2000年（页面存档备份，存于）
- 最近的照片（页面存档备份，存于） 美國地質調查局提供的多数为空中拍摄的照片
- 圣海伦火山夜间照片
- 圣海伦山2003年与2006年火山口虚拟对比旅行（页面存档备份，存于）